# Syneches zhejiangensis
Syneches zhejiangensis är en tvåvingeart som beskrevs av Yang och Wang 1998. Syneches zhejiangensis ingår i släktet Syneches och familjen puckeldansflugor.
Artens utbredningsområde är Zhejiang (Kina). Inga underarter finns listade i Catalogue of Life.